# Transformers: Prime
Transformers: Prime is een Amerikaanse computeranimatieserie, gebaseerd op de Transformers-franchise. De serie werd in de Verenigde Staten van 29 november 2010 t en met 26 juli 2013 uitgezonden op The Hub. In Nederland werd de serie uitgezonden op Nickelodeon, NickToons en Cartoon Network, in Vlaanderen op 2BE, Cartoon Network, Nicktoons, Kadet en VTM Kids. De serie begon als een miniserie, en werd daarna voortgezet met een volledig seizoen. In totaal telt de serie 65 afleveringen, verdeeld over drie seizoenen.

## Verhaal

### Miniserie
In de Amerikaanse staat Nevada raken drie tieners, Jack Darby, Miko Nakadai, en Rafael Esquivel, betrokken bij een strijd tussen de Autobots en de Decepticons. De Autobots nemen de drie onder hun hoede en vertellen hen dat de oorlog tussen de twee groepen er reeds voor gezorgd heeft dat hun thuisplaneet, Cybertron, onleefbaar is geworden. De Decepticonleider, Megatron, is al drie jaar spoorloos, maar de Autobots verwachten elk moment zijn terugkeer. Na de dood van de autobot Cliffjumper keren de Decepticons inderdaad terug met het plan een leger van Terracons, robots zonder enige persoonlijkheid of bewustzijn, op te richten met behulp van een energiebron genaamd Dark Energon. In de laatste slag tussen de twee groepen komt Megatron om het leven en neemt Starscream het bevel over de Decepticons op zich.

### Seizoen 1
Starscream zet Megatrons plannen voort om de Autobots uit te roeien. In de aflevering "Out of His Head" keert Megatron zelf weer terug en neemt zelf het bevel weer op zich. Starscream verraadt hem en verlaat de Decepticons om aan zijn eigen plannen te werken. Aan het eind van het seizoen duikt een gezamenlijke vijand van de Autobots en de Decepticons op: Unicron. De twee moeten nu samenspannen om hem te verslaan. Optimus verliest in het gevecht de Matrix of Leadership waardoor hij zijn mede-Autobots vergeet en weer een aanhanger van Megatron wordt onder zijn oude naam Orion Pax.

### Seizoen 2
Megatron rekruteert de nog altijd aan geheugenverlies leidende Optimus bij de Decepticons, en stookt hem op tegen de autobots. Jack en Arcee reizen af naar Cybertron om de legendarische supercomputer Vector Sigma te vinden. Hiermee kunnen ze Optimus' geheugen herstellen. De rest van seizoen 2 draait om de ontdekking van oude relekwieën van Cybertron, die op Aarde blijken te zijn begraven. Ook doen nieuwe personages hun intrede zoals de Insecticons en de door mensen gemaakte Transformer Nemesis Prime. Onder de relekwieën bevinden zich ook de vier Omegasleutels, die Cybertron weer leefbaar kunnen maken. De Decepticons weten deze als eerste te bemachtigen en proberen de Aarde om te vormen tot een nieuwe Cybertron. De Autobots kunnen dit voorkomen, maar verliezen hierbij hun basis. En Optimus is toen zwaar gewond geraakt.

### Seizoen 3: Beestenjagers
Na de verwoesting van hun basis, raken de Autobots elkaar kwijt en blijkt Optimus Prime zwaar gewond geraakt. Na te zijn hersteld, herenigt hij de Autobots en verwoest samen met hen en het Amerikaanse leger de Decepticonbasis op aarde. In een poging terug te slaan kloont de Decepticon Shockwave een Predacon; een oerwezen van Cybertron. Het seizoen eindigt met een laatste veldslag tussen de twee groepen Transformers, waarbij Megatron om het leven komt en Cybertron wordt hersteld.

## Engelse stemmen

### Autobots
- Optimus Prime: Peter Cullen
- Ratchet: Jeffrey Combs
- Arcee: Sumalee Montano
- Bulkhead: Kevin Michael Richardson
- Bumblebee: Will Friedle
- Wheeljack: James Horan
- Ultra Magnus: Michael Ironside
- Smokescreen: Nolan North
- Cliffjumper: Dwayne Johnson
- Tailgate: Josh Keaton

### Mensen
- Jack: Josh Keaton
- Miko: Tania Gunadi
- Raf: Andy Pessoa
- Agent Fowler: Ernie Hudson
- Silas / C.Y.L.A.S.: Clancy Brown

### Decepticons
- Megatron: Frank Welker
- Starscream: Steven Blum
- Knock Out: Daran Norris
- Breakdown: Adam Baldwin
- Shockwave: David Sobolov
- Dreadwing: Tony Todd

## Nederlandse stemmen

### Autobots
- Optimus Prime: Hero Muller
- Ratchet: Ewout Eggink
- Bulkhead: Paul Klooté
- Wheeljack: Tony Neef (Seizoen 3: Marcel Jonker)
- Ultra Magnus: Marcel Jonker
- Smokescreen: Kevin Hassing
- Cliffjumper: Fred Meijer (Seizoen 2: Paul Disbergen)
- Tailgate: Paul Disbergen

### Mensen
- Jack: Jan Van Hecke
- Miko: Nicoline van Doorn
- Raf: Thomas Van Goethem
- Agent Fowler: Frans Limburg (Seizoen 3: Dieter Troubleyn)
- Silas / C.Y.L.A.S.: Thijs van Aken

### Decepticons
- Megatron: Just Meijer
- Starscream: Filip Bolluyt
- Knock Out: Tony Neef
- Breakdown: Paul Disbergen
- Shockwave: Marcel Jonker
- Dreadwing: Reinder van der Naalt

## Afleveringen

### Seizoen 1
1. Darkness Rising, Part 1
2. Darkness Rising, Part 2
3. Darkness Rising, Part 3
4. Darkness Rising, Part 4
5. Darkness Rising, Part 5
6. Masters and Students
7. Scrapheap
8. Con Job
9. Convoy
10. Deus Ex Machina
11. Speed Metal
12. Predatory
13. Sick Mind
14. Out of His Head
15. Shadowzone
16. Operation: Breakdown
17. Crisscross
18. Metal Attraction
19. Rock Bottom
20. Partners
21. T.M.I.
22. Stronger, Faster
23. One Shall Fall
24. One Shall Rise, Part 1
25. One Shall Rise, Part 2
26. One Shall Rise, Part 3

### Seizoen 2
1. Orion Pax, Part 1
2. Orion Pax, Part 2
3. Orian Pax, Part 3
4. Operation: Bumblebee, Part 1
5. Operation: Bumblebee, Part 2
6. Loose Cannons
7. Crossfire
8. Nemesis Prime
9. Grill
10. Armada
11. Flying Mind
12. Tunnel Vision
13. Triangulation
14. Triage
15. Toxicity
16. Hurt
17. Out of the Past
18. New Recruit
19. The Human Factor
20. Legacy
21. Alpha; Omega
22. Hard Knocks
23. Inside Job
24. Patch
25. Regeneration
26. Darkest Hour

### Seizoen 3
1. Darkmount, NV
2. Scattered
3. Prey
4. Rebellion
5. Project Predacon
6. Chain of Command
7. Plus One
8. Thirst
9. Evolution
10. Minus One
11. Persuasion
12. Synthesis
13. Deadlock

## Film
De serie werd afgesloten met een direct-naar-video film Transformers Prime Beast Hunters: Predacons Rising. In de film keert Unicron terug om Cybertron te verwoesten, waardoor de Autobots, Decepticons en Predacons de handen ineen moeten slaan om hem te stoppen.

## Achtergrond
De serie komt voort uit het succes van het spel Transformers: War for Cybertron. De animatie in de serie wordt verzorgd door Digitalscape Company Limited, bekend van hun medewerking aan titels als Soul Calibur III, Ninja Gaiden, en Dead or Alive Paradise.
Veel bekende personages uit de Transformers-franchise zijn aanwezig in de serie, zoals Optimus Prime, Megatron, Bumblebee en Starscream. De muziek in de serie is gecomponeerd door Brian Tyler.
In 2015 kreeg de serie een vervolg: Transformers: Robots in Disguise.

## Prijzen
De serie won in 2011 twee Daytime Emmy Awards, beide voor Outstanding Individual Achievement in Animation.